# Scathophaga decipiens
Scathophaga decipiens är en tvåvingeart som först beskrevs av Alexander Henry Haliday 1832.  Scathophaga decipiens ingår i släktet Scathophaga och familjen kolvflugor. Inga underarter finns listade i Catalogue of Life.